# Umpqua
Umpqua (Upper Umpqua, Etnémitane) je pleme Athapaskan Indijanaca s gornjeg toka rijeke Umpqua, u krajevima istočno od Kuitsha. 
Od susjednih plemena nazivani su Amgútsuish (Shasta), Cactan'-qwűt-me'tűnne (Naltunnetunne), Ci-cta'-qwut-me'tűnne (Tututni), Ci-sta'-qwűt (Chasta Costa), Tsan Ámpkua amím (Luckiamute ime u značenju "people on the Umpqua."), Yaagalá' (Takelma). Sami sebe, prema Berremanu (1937), nazivali su Etnémitane. -Umpqua su podijeljeni na nekoliko lokalnih grupa među kojima Cow Creek ili Nahankhuotana, no nije jasan položaj nekih grupa u odnosu na njih, među kojima Swanton spominje plemena Palakahu, Chasta i Skoton. Pleme Lower Umpqua treba razlikovati od njih jer su govorili jezikom porodice Yakonan, a poznati su i kao Kuitsh.
Zemlja Umpqua nalazila se između zapadnih padina gorja Cascade i obale Pacifika. Njihove nastambe, slično ostalim plemenima susjednog područja, građene su od drvenih dasaka (zimi) ili su bila privremena skloništa od hasura preko ljeta. Živjeli su miroljubivo sve do Rogue River War-a (1850.-tih)… nakon čega su 1856. upućeni na marš od 240 kilometara (150 milja) na rezervat Grand Ronde gdje im i danas žive potomci.
Hale (1846.) kaže da ih je bilo manje od 400. Godine 1902. bilo ih je 84 na Grande Ronde Reservation; 109 (1910); 43 (1937.).

## Vanjske poveznice
- Umpqua Indian Foods  Arhivirana inačica izvorne stranice od 16. srpnja 2006. (Wayback Machine)
- Indian Tribe History: Umpqua  Arhivirana inačica izvorne stranice od 12. listopada 2009. (Wayback Machine)